# Sorrisi di una notte d'estate
(Desirée, all'inizio del film)
Sorrisi di una notte d'estate (in svedese Sommarnattens leende) è un film svedese del 1955 di Ingmar Bergman, presentato in concorso al 9º Festival di Cannes, dove vinse un premio per l'"umorismo poetico". Nel 1973 Stephen Sondheim realizzò una versione musicale del film, il musical A Little Night Music.

## Trama
Un giorno di primavera dell'anno 1901.
Fredrik Egerman è un avvocato che, rimasto vedovo, ha sposato Anne, una donna molto più giovane di lui, ed è geloso del nipote Henrik, studente di teologia, che è segretamente innamorato della zia. Fredrik si reca allora dall'attrice Desirée, una sua antica fiamma che ha un figlio al quale ha dato il nome Fredrik, ma non vuole ammettere che l'ha avuto da lui.
Mentre si trova da Desirée arriva il conte Malcom, amante della donna. La contessa Charlotte, moglie di Malcom, si reca subito da Anne e le riferisce che Fredrik si è incontrato con Desiréè. Desirée, che intanto spera di riuscire a riconquistare l'avvocato, chiede alla madre di dare una festa nella villa e di invitare la compagnia e prepara un piano con Charlotte, anche lei desiderosa di riconquistare il marito. Mentre tutti sono seduti a tavola, dove si parla del più e del meno ma soprattutto d'amore, il giovane Henrik, che ha il timore di non essere ricambiato da Anne, ha una crisi di collera e, lasciata la sala, tenta il suicidio. Non gli riesce ma si dichiara alla zia e ricambiato, fuggono via insieme.
Charlotte nel frattempo ha scommesso che riuscirà a conquistare Fredrik e riesce infatti ad attirarlo in un padiglione dove viene scoperta da Malcom che sfida Fredrik alla roulette russa. Si scoprirà poi che la pistola è caricata a salve. Il film ha un lieto fine: Malcom si riconcilia con la moglie, Fredrik con l'attrice e la servetta Marta, tipico personaggio da commedia dell'arte, conquista il maggiordomo Fritz.

## Titolo
"Sommarnattens leende" si riferisce ai sorrisi della notte di San Giovanni in Scandinavia, dove il sole non tramonta. 
Frid, il cocchiere (Åke Fridell) fa la corte a Petra, la cameriera (Harriet Andersson), durante questa notte insonne. Appoggiato a un tronco d'albero con Petra tra le braccia, le dice che la notte estiva sorride tre volte: la prima volta da mezzanotte all'alba, quando i giovani innamorati aprono i loro cuori. Si allude ad Anne e Henrik che hanno appena scoperto il loro amore l'uno per l'altro. La seconda volta, la notte sorride ai matti e agli incorreggibili. Questa volta parla di Petra e Frid. Al mattino presto, dopo che Petra ha ottenuto da Frid la promessa che la sposerà, dice che nessuna vita può essere migliore e scopre che la notte estiva sorride per la terza volta a chi è solo, triste, depresso.

## Riconoscimenti
- 1956 - Festival di Cannes
  - Premio per l'umorismo poetico